# Clanoptilus marginellus
Clanoptilus marginellus är en skalbaggsart som först beskrevs av Olivier 1790.  Clanoptilus marginellus ingår i släktet Clanoptilus, och familjen Malachiidae. Arten är reproducerande i Sverige.